# Mokřady dolní Liběchovky
Přírodní rezervace Mokřady dolní Liběchovky o rozloze 36,5 ha byla vyhlášena roku 2001 a nachází se v nivě potoka Liběchovka na katastru obcí Brocno, Tupadly a Želízy v Ústeckém a Středočeském kraji (okresy Litoměřice a Mělník. Stejný název nese i naučná stezka ve správě CHKO Kokořínsko – Máchův kraj.

## Popis
Vesnice Tupadly rozděluje rezervaci na dva chráněné úseky, asi dvoukilometrový úsek nad vsí (severně) a téměř dvoukilometrový úsek mezi vesnicemi Tupadly a Želízy, až k hranici CHKO Kokořínsko. Souběžně s potokem vede po levé straně rezervace silnice I/9, po cestě při pravém okraji dolní části rezervace vede modrá a zelená pěší turistická značená trasa. Ve směru od Želíz vede od roku 2001 (což je i rok vyhlášení rezervace) přímo do lužního lesa a mokřadů pěšinou a po povalových chodnících asi 300 m dlouhá naučná stezka se sedmi zastaveními, která však není schůdná za vyššího vodního stavu; zřizovatelem je Správa CHKO Kokořínsko.

## Důvody ochrany
Důvodem ochrany je ochrana rozsáhlé soustavy mokřadů. Soustava mokřadů se v roce 1997 stala součástí lokality Mokřady Liběchovky a Pšovky, která je zapsaná v seznamu Ramsarských mokřadů mezinárodního významu. Na mokřady je svým výskytem vázána řada vzácných druhů rostlin a živočichů, např. plži vrkoč útlý, vrkoč bažinný či oblovka velká.